# Bin Jiang
Bin Jiang är ett vattendrag i Kina. Det ligger i provinsen Guangdong, i den södra delen av landet, omkring 69 kilometer nordväst om provinshuvudstaden Guangzhou.
Genomsnittlig årsnederbörd är 2 580 millimeter. Den regnigaste månaden är maj, med i genomsnitt 518 mm nederbörd, och den torraste är oktober, med 34 mm nederbörd.